# Bataille de Storkyro
Grande guerre du Nord
Batailles
- Riga I
- Narva I
- Daugava
- Rauge
- Erastfer
- Kliszów
- Hummelshof
- Nöteborg
- Saladen
- Pułtusk
- Jēkabpils
- Narva II
- Poznań
- Punitz
- Gemauerthof
- Varsovie
- Hrodna
- Fraustadt
- Kletsk
- Kalisz
- Holowczyn
- Malatitze
- Lesnaya
- Poltava
- Perevolochna
- Helsingborg
- Viborg
- Riga II
- Baie de Køge
- Fladestrand
- Gadebusch
- Bender
- Pälkäne
- Storkyro
- Hangö Oud
- Fehmarn Bält
- Rügen
- Kristiania (Oslo)
- Stralsund
- Dynekilen
- Osel
- Stäket
- Grengam

La bataille de Storkyro ou bataille d'Isokyrö (finnois : Napuen taistelu, suédois : Slaget vid Storkyro) se déroule le 2 mars 1714 près du village de Napue (suédois : Napo), dans la municipalité d'Isokyrö en Finlande, dans le cadre de la grande guerre du Nord.

## Présentation
Elle oppose une armée suédoise, composée presque entièrement de Finnois et commandée par le général Carl Gustaf Armfeldt, à une armée russe, commandée par le général Mikhaïl Galitzine. Elle se termine par une victoire des Russes, ce qui leur permet de contrôler militairement la Finlande pour tout le reste de la guerre, période d'occupation très dure qui est connue en Finlande sous le nom de « Grande Colère ».

## Contexte historique
En 1703, les forces russes ont atteint le golfe de Finlande, et fondé la ville de Saint-Pétersbourg.
Comme l'armée suédoise est engagée en Pologne puis en Russie, la Suède peine à défendre ses territoires de la Baltique.
Après la bataille de Poltava, la Russie prend possession de toute la Livonie, l'Estonie et l'Ingrie, ainsi que les régions de Viborg, Savonlinna et de Kexholm.
Quand Charles XII de Suède refuse de négocier la paix, le Danemark et la Russie élaborent un plan pour menacer Stockholm.
Deux routes sont envisagées pour attaquer : l'une par le sud de la Suède et l'autre par la Finlande et les îles d'Åland.
L’attaque par le sud est repoussée par la victoire de Magnus Stenbock à la bataille d'Helsingborg en 1710.
L’attaque russe en Finlande ne se déroulera pas comme prévu.
Pierre Ier le Grand est engagé dans la guerre russo-turque et le manque de soldats l'oblige à retarder l'attaque d'Åbo.
L'action militaire russe devient significative en 1713.
En mai, la flotte russe est vue à Helsingfors et durant l'été tout le sud de la Finlande est occupé par les troupes russes.
Les forces suédoise du général Georg Lybecker (en) se retirent à intérieur des terres.
Avant de retourner en Russie, Fiodor Apraxine, le commandant de la flotte impériale attaque l'armée suédoise durant l'hiver.
Quand Carl Gustaf Armfeldt prend le commandement des troupes de Finlande en août 1713, il fait face à une tâche sans espoir.
Lybecker lui lègue une armée négligée, affamée et démunie qui ne peut assumer ses tâches.